# 瘴気
瘴気（しょうき）は、古代から19世紀まで、ある種の病気（現在は感染症に分類されるもの）を引き起こすと考えられた「悪い空気」。気体または霧のようなエアロゾル状物質と考えられた。瘴気で起こると考えられた代表的な病気はマラリアで、この名は古いイタリア語で「悪い空気」という意味の mal aria から来ている。
「ミアズマ（マイアズマ、ミアスマ）」 (μίασμα, miasma) ともいい、古代ギリシア語で「汚染」などを意味する。
漢字の「瘴」は、マラリアなど熱帯性の熱病とそれを生む風土を意味する。

## 歴史
古くは、古代ギリシアのヒポクラテスが唱えている。彼によると、病気は「悪い土地」「悪い水」「悪い空気」などにより発生する。「悪い空気」、つまり瘴気は、「悪い水」、つまり沼地や湿地から発生し、人間がこれを吸うと体液のバランスを崩し病気になる。また、こうして病気になった人間も瘴気を発し、周囲の人間を感染させる。
瘴気説は、病気の原因は呪いや祟りだとするような考えよりは、物理的な外因を想定している分、かなり前進している。マラリアを媒介する蚊は「悪い水」で繁殖するため、「悪い水」の近くにいるとマラリアに罹りやすいというのは事実であり、それから推論・一般化した考えだとみなすこともできる。中国でも遅くとも唐代には、「悪い水」が瘴（マラリア）の原因らしいと認識されていたようである（韓愈「好収我骨瘴江辺」など）。
17世紀イギリスのトーマス・シーデナムは、瘴気が起こす病気として天然痘、赤痢、敗血症、ペストなどを挙げた。また彼は、瘴気は地球内部から発生すると主張した。
19世紀イギリスのエドウィン・チャドウィックは、瘴気説を根拠に下水道の整備を訴えた。また、19世紀アメリカのジョン・ゴーリーは、空気中の瘴気を除去するために、氷冷式エアコンを発明し病院に導入した。「悪い水」や「悪い空気」が病気の原因だという考えは原因と結果だけ見ればそう間違ってはおらず、公衆衛生においては一定の成果を上げたといえる。

## 否定する考え方
一方、古代ローマのヴァロは、瘴気とは気体ではなく微小な動物だと主張した。これはマラリア媒介蚊のことだと解釈すれば、真実を言い当てていた。しかしこの考えは瘴気説の主流とはならなかった。
16世紀イタリアのジローラモ・フラカストロは、病気が伝染する原因は、微小な生物である「contagium vivim（生きた接触体）」との接触（コンタギオン、コンタジョン）だと唱えた。彼の主張は、「contagium vivim」の正体が未知であることを除けば、現在の病原体に対する理解と変わらないものであった。その後、1674年にアントニ・ファン・レーウェンフックが微生物を発見すると、微生物こそが「contagium vivim」ではないかという推測が現れた。ルイ・パストゥールは細菌による発酵と腐敗を研究した結果、「contagium vivim」の正体は細菌だとする説を主張した。
1876年、ロベルト・コッホが、炭疽症の病原体と推測されていた炭疽菌が実際に病原体であることを、実験で証明した。その後も次々と感染症の病原体が発見され、瘴気は否定された。

## 瘴気が原因と考えられた主な病気

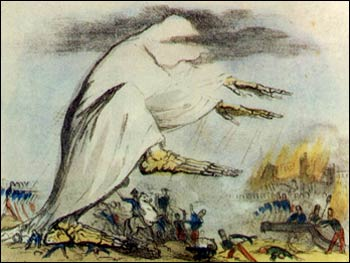
19世紀にはコレラは瘴気によるものと考えられていた

- インフルエンザ
- コレラ
- 赤痢
- 天然痘
- 敗血症
- ペスト
- マラリア
- ハンセン病（らい病）

## 現代の「瘴気」
ホメオパシーでは、瘴気 (miasma) から派生した概念であるマヤズム (miasm、カナ表記は英語式発音「マイアズム」の転訛。希にミアズマとも) があらゆる病気の原因だと考える。ただしマヤズムは人間に内在する病因とされており、外から作用する病因である瘴気からは大きく意味を変えている。